# Alsinidendron verticillatum
Alsinidendron verticillatum là loài thực vật có hoa thuộc họ Cẩm chướng. Loài này được (F.Br.) Sherff mô tả khoa học đầu tiên năm 1944.